# 西溫斯洛 (亞利桑那州)
西溫斯洛（英語：Winslow West）是位於美國亞利桑那州可可尼諾縣的一個人口普查指定地區。根據2010年美國人口普查，該地人口為438人，而該地的面積約為46.31平方千米。

## 地理
西溫斯洛的座標為35°02′15″N 110°44′56″W / 35.03750°N 110.74889°W，而該地最高點為海拔高度1519米（即4982英尺）。